# Porte de Choisy (metrostation)
Porte de Choisy er en metrostation i Paris' 13. arrondissement. Den ligger på metrolinje 7's sydøstlige sidegren i retning mod Mairie d'Ivry, og den blev åbnet 7. marts 1930. Dengang var den endestation på linje 10, men et år senere blev den integreret i metrolinje 7. Over metrostationen ligger holdepladsen for sporvognslinje T3, som blev åbnet 16. december 2006.
Stationen ligger under boulevard Masséna, vest for trafikknudepunktet Porte de Choisy på den indre Boulevard Périphérique. Det er to udgange fra metrostationen: en udgang til Avenue de la Porte de Choisy direkte til sporvognen fra den perron, som betjener tog mod Mairie d'Ivry, og en anden ved Boulevard Masséna 124. Sporvognsholdepladsen ved indgangen til metroen består ikke af to, men kun af en enkelt perron, som sporvognen bruger i begge retninger, samt en perron til buslinje 183.
Nær stationen ligger en af indgangene til et af Paris' asiatiske kvarterer.

## Trafikforbindelser
- Bus:  RATP .
- Noctilien, STIF, RATP og Transiliens parisiske natbusnet:
- Sporvogn: